# 유엔 고문방지협약
고문 및 그밖의 잔혹한·비인도적인 또는 굴욕적인 대우나 처벌의 방지에 관한 협약, 간략히 유엔 고문방지협약은 고문과 잔인하고 비정상적인 형벌을 억제하기 위해 채택된 국제인권조약이다.
이 협약은 1984년 12월 10일 유엔 총회에서 채택되고, 20번째 국가가 비준한 1987년 6월 26일 발효되었다. 이 협약이 발효된 날을 기념하여 매년 6월 26일을 세계 고문 희생자 지원의 날로 기념하고 있다.

## 협약의 내용
이 협약의 제1조에서 고문을 정의한다. 공무원이나 공무수행자의 실행·동의·묵인에 따라 다음의 목적으로 사람에게 극심한 신체적·정신적 고통을 가하는 일체의 행위를 고문으로 정의한다. 다만, 합법적인 제재조치로 인해 초래되는 고통은 고문에 포함되지 않는다.
- 어떤 개인이나 제3자로부터 정보나 자백을 받아내기 위한 목적
- 어떤 개인이나 제3자가 저질렀거나 저질렀다고 의심되는 행위에 대해 행위자를 처벌하기 위한 목적
- 어떤 개인이나 제3자를 위협하거나 강압하기 위한 목적
- 어떤 형태로든 차별에 근거한 이유

제2조에서는 당사국은 관할권이 미치는 모든 영역에 대해 고문을 방지하기 위한 입법·행정·사법 및 그 밖의 조치를 취하도록 하고, 비상상황이나 상관의 명령이 고문의 정당화사유가 될 수 없다는 것을 규정하였다.
제3조에서는 당사국은 고문받을 위험이 있다고 믿을 만한 상당한 이유가 있는 국가로 개인을 추방하거나 송환·인도할 수 없도록 규정하고, 제4조에서 고문행위가 형사상 범죄행위가 되도록 하였다. 제7조에서 고문혐의자가 국내 영토 내에 있을 때 다른 나라로 인도하지 않는 경우에는 혐의자를 반드시 기소하도록 규정한다.

## 고문방지위원회
고문방지협약상의 의무 이행에 관한 국가보고서를 검토하고, 고문행위가 이루어지고 있다는 정보에 대해 조사하기 위해 고문방지협약 제2장에 따라 고문방지위원회를 설치하였다.

## 고문방지협약 선택의정서

선택의정서 당사국
서명하였으나 비준하지 않은 국가
서명하지 않은 국가

고문방지협약 선택의정서(Optional Protocol to the Convention against Torture, OPCAT)가 2002년 12월 8일 유엔 총회에서 채택되었다. 구금장소에 정기적으로 방문하는 것이 고문을 근절하는 효과적인 수단이 될 수 있다는 발상에서 선택의정서가 채택되었다. 선택의정서에서는 국제적으로는 유엔 고문방지소위원회에서, 국내적으로는 국가예방기구(National Prevention Mechanism, NPM)가 구금장소를 정기적으로 방문하여 고문을 방지하기 위한 권고를 할 수 있도록 하였다.

## 같이 보기
- 고문
- 고문방지위원회
- 세계 고문 희생자 지원의 날